# بوزوئولیک
بوزوئولیک (انگلیسی: Buzoulyk) یک شهرک در شهرستان بلاگووارسکی باشقیرستان کشور روسیه است.